# Peter Wesseling
Peter Wesseling (1692-1764) est un philologue allemand.

## Biographie
Né à Steinfurt en Westphalie, il est disciple de Jakob Gronovius et de Tiberius Hemsterhuis et enseigne l'histoire et l'éloquence à Deventer, Franeker, Utrecht. Il dirige ensuite les écoles de Middelbourg, puis devient recteur de l'Université d'Utrecht et bibliothécaire de cette ville.

## Ouvrages
On lui doit :
- un recueil des anciens Itinéraires romains : Vetera Romanorum itineraria, sive Antonini Augusti itinerarium ; Itinerarium Hierosolymitanum, et Hieroclis Grammatici Synecdemus, Amsterdam, 1735 (en ligne sur googlebooks ou commons) ;
- De origine pontificiae dominationis, 1723 ;
- des éditions d'Hérodote et de Diodore de Sicile ;
- Observationum variarum, Amsterdam, 1727. Cet ouvrage rassemble diverses pensées de l'auteur sur les auteurs grecs et latins, parmi lesquels Asconius, Aulu-Gelle, Hésychios, Isée, Platon et Sophocle ; il y défend Pétrone et explique Scipion et Euphorion.